# Tschai
Tschai is een fictieve planeet uit de gelijknamige romanreeks van de sciencefictionschrijver Jack Vance. Tschai is een oude planeet op 212 lichtjaar afstand van de Aarde. Zij cirkelt rond de ster Carina 4269 en bezit twee manen: de roze maan Az en de blauwe maan Braz. 

## Bewoners
Tschai wordt bewoond door een aantal buitenaardse rassen, maar er komen ook mensen en mensachtigen voor. Vrijwel elk buitenaards ras heeft een eigen menselijk "onderras". De rassen wantrouwen elkaar en hoewel grote conflicten tussen de drie ruimtevarende rassen niet voorkomen vanwege hun massavernietigingswapens, komen kleinere schermutselingen tussen hen of andere rassen veelvuldig voor. Ook staan verschillende menselijke en niet-menselijke volken vijandig tegen elkaar en zijn grote gebieden van Tschai wetteloos waardoor diefstal, geweld, moord en doodslag, overvallen en verkrachtingen schering en inslag zijn. Daarbij zijn er gevaarlijke dieren als nachthonden, ontvoeren de Pnume soms alleenreizenden in hun holen, en worden holen en ruines door Phung onveilig gemaakt.  

### Dirdir en Dirdirmannen
De Dirdir zijn slanke, lange en bleke ruimtewezens. Ze wonen in een soort torens en hun passie is jagen, eventueel ook op mensen. De Dirdirmannen geloven dat ze, net als de Dirdir, van de planeet Sibol komen, en menen dat het hun goddelijke taak is de Dirdir te dienen. Sommige Dirdirmannen van hogere status hebben zich operatief Dirdir-voortplantingsorganen aan laten meten, en bejagen en eten ook mensen. Vaak worden menselijke gevangenen, alvorens ze tot maaltijd dienen, in de Glazen Doos (een biotoop van de Dirdir thuiswereld Sibol) nog eenmaal onder ruime belangstelling van uitzinnige Dirdir (en niet-Dirdir) toeschouwers bejaagd. 
Vance beschreef hen aanvankelijk als op schapen lijkend, maar toen met het vorderen van de serie hun roofdiermentaliteit meer naar voren kwam, beschreef hij hen als luipaard-achtig. 

### Wankh en Wankhmannen (of Wannek en Wannekmannen)
De Wankh zijn donkere, amfibische wezens. Ze wonen in zwarte glasachtige gebouwen en hun taal is een onbegrijpelijk gefluit. De Wankhmannen zijn de enigen die met behulp van een soort muziekinstrumenten met hen kunnen communiceren. Hun "onderdanige" positie buiten ze dan ook aardig uit, en ze zorgen er dan ook voor dat deze monopoliepositie goed beschermd wordt. Lokhaarse gastarbeiders die worden betrapt op het leren van de Wankhtaal worden direct ontslagen en weggestuurd, en ze gebruiken Wanktechnologie om te voorkomen dat de mensheid contact maakt met Tschai. Ook houden ze waarschijnlijk de oorlog met de Dirdir slepende opdat de Wankh op Tschai blijven en de diensten van de Wankhmannen nodig blijven hebben. Hun positie stelt hen zelfs in staat de massavernietigingswapens van de Wankh te gebruiken. 
Vance wijzigde nadien de naam van de Wankh in Wannek, toen hij ontdekte dat ´to wank´ een obscene betekenis heeft in het Brits-Engels. 

### Chash en Chashmannen
De Chash zijn in de Blauwe Chash en de Oude Chash onder te verdelen. Het zijn visachtige wezens die zeer goed kunnen ruiken, en ze hebben een hoornig uitsteeksel op hun voorhoofd waar ze hun larven in koesteren. Ze zijn berucht om hun "spelletjes" met hun gevangenen die voor hen altijd slecht aflopen. Hun steden zijn ruim opgezet met prettig ruikende planten en veel water. De Chashmannen zijn genetisch gemanipuleerd om op Chash te lijken, en ze geloven dat ze na hun dood zullen reïncarneren als Chash. Blauwe en Oude Chash staan vijandig tegenover zowel elkaar, de Groene Chash, en alle andere rassen. Hoewel de Chash massavernietigingswapens bezitten, zijn ze decadent en is de beschaving van zowel Oude als Blauwe Chash (althans op Tschai) op de retour. Hun gebied bestreek eens heel Kotan, maar is inmiddels beperkt tot kleinere gebieden in het westen.

### Groene Chash
Deze Chash leven in nomadische groepen en zijn zeer groot (ca. 3 m) en sterk. Ze hebben een lager beschavingsniveau dan Blauwe en Oude Chash, hoewel ze wel gereedschappen en wapens hebben (niet te hanteren voor de veel kleinere andere rassen). Alles en iedereen die hun in de weg komt wordt uit de weg geruimd, met uitzondering van Groene Chash van hun eigen horde. Daar staat tegenover dat Groene Chash meestal zonder meer worden gedood, hoewel de Peranen er ook een paar gevangen hielden om de locatie van hun horde te peilen (ze staan hier telepatisch mee in contact en keren hun gezichten altijd naar de moederhorde). Groene Chash hebben geen Chashmannen. Groene Chash waren door de beide Chashrassen ingevoerd om hen als stoottroepen behulpzaam te zijn in de onderlinge strijd, maar ze bleken te onbetrouwbaar en verspreidden zich over de steppen van Kotan die ze onveilig maken.

### Pnume en Pnumekerels
De Pnume zijn inheems op Tschai. Ze zijn een miljoenen jaren oud ras, en zijn ten tijde van de buitenaardse invasies ondergronds gaan wonen. Ze hebben rassen zien komen en gaan. Soms stelen ze voorwerpen en ontvoeren ze wezens voor de "Vereeuwiging", hoewel de andere rassen dit niet weten en menen dat de Pnume van "grapjes" houden. Ze zien Tschai als een groot museum en zichzelf als museumbewaarders; om deze redenen bemoeien ze zich dan ook niet met bovengrondse politiek. Hun tunnelstelsel is gigantisch en omvat de hele planeet. De ingangen zijn een zeer goed bewaard geheim, en alleen de Pnume en Pnumekerels kennen ze. Dirdir, Chash en Wankh pompen Pnumetunnels die ze ontdekken vol gifgas, maar aan de andere kant loopt een niet-Pnume die zich alleen buiten de steden bevindt een groot risico ontvoerd of gedood te worden.
Pnume zijn insect- of reptielachtig, met een lang hoofd dat aan een paardenhoofd doet denken, en een vreemde gang, als van een mens die achteruit loopt. Ze hebben waarschijnlijk exoskeletten en zijn veel sterker dan mensen. Omdat ze zwaar zijn kunnen ze niet zwemmen; hoewel Pnume soms met speciale hulpmiddelen in zee worden aangetroffen, zinken en verdrinken ze zonder die hulpmiddelen. 
Pnumekerels stammen af van menselijke vluchtelingen die door de Pnume zijn opgenomen. De Pnume schrijven hen nederig gedrag voor en geven ze middelen die de geslachtsontwikkeling belemmeren, op een paar na voor de voortplanting. Deze vrouwen worden als een soort broedmachines gebruikt en omschreven als ´moedervrouwen die in het donker liggen te rollen.´ Contact met de andere sekse wordt niet op prijs gesteld en gezien als "onstuimig". Pnumekerels die wegens wangedrag verbannen worden, heten Gzhindra, wonen bovengronds. Ze dienen soms als geheim-agenten voor de Pnume. De Pnume worden met de respectvolle titel "zushma kastchai" aangeduid door de Pnumekerels, en nooit als Pnume.
Zowel Pnume, Phung, Pnumekerels als Gzhindra dragen brede zwarte hoeden omdat ze door het leven in de tunnels de oppervlakte als onbeschut ervaren.

### Phung
De Phung zijn eveneens inheems op Tschai. Ze zijn evenals Groene Chash groot (ca. 3 m lang), zeer sterk en hebben een reptielachtig uiterlijk. Ze zijn waarschijnlijk minder ontwikkeld dan de Pnume, en verder is er weinig over hen bekend (hun voortplanting is bijvoorbeeld nog een raadsel). Ze wonen solitair en dragen brede zwarte hoeden. Ze hebben simpel gereedschap en kleren, en wonen in sober ingerichte holen of in oude ruines. Ze zijn nog onvoorspelbaarder dan en even gewelddadig als de Groene Chash, hoewel aan de andere kant andere rassen een Phung zonder meer doden. Er bestaat waarschijnlijk geen menselijk onderras van de Phung. Het hoofd van een Phung kan nog dagen doorleven na onthoofding, maar droogt geleidelijk uit en wordt stijf. 

### Steppebewoners
Deze mensen leven nomadisch op de steppen. Ze overvallen wel eens handelskaravanen en leven verder van de veeteelt. De Embleemnomaden zijn een van de vele stammen die de steppen bevolken.

### Thang
De Thang leven rond de noordkust van Kislovan. Zij worden beschreven als een ras van handelaren, dat de beruchte reputatie heeft iedere niet-Thang eindeloos te bedriegen. Hun belangrijkste stad heet Urmank; deze biedt allerlei vermaak maar wie daar verblijft loopt het risico zeer snel zijn geld kwijt te raken. Voorbeelden van attracties zijn de vele kroegen, bordelen, palingrennen waarop gewed kan worden (maar die gemanipuleerd zijn) en het Deugnietenhuis, een soort ballengooikraam waar men een uiterst vervelend treiterig jongetje met stinkende of pijnlijke objecten kan bekogelen.

### Khor
De Khor wonen evenals de Thang aan de noordkust van Kislovan. Ze staan erom bekend zeer licht ontvlambaar jegens vreemdelingen te zijn. Ze hebben een zeer bijzondere seksuele traditie. 

### Zwarten en Paarsen
De Zwarten en Paarsen leven in de steden en landen rondom de Wanhkforten. Ze hebben een zwarte respectievelijk paarse huidskleur. Beide volken haten elkaar tot op het bot. Vreemdelingen die het wagen met beide volken tegelijkertijd zaken te doen komen in grote moeilijkheden.

### Lokharen
De Lokharen bewonen de centrale hoogvlakte van Kachan. Het zijn zwijgzame, slanke waarvan de mannen hun haar wit en huid zwart verven, en de vrouwen omgekeerd. Ze hebben een aantal steden en drijven handel met omringende volkeren. Ze zijn bekend om hun vele en uitstekende ambachtskunsten. Sommige Lokharen werken als gastarbeiders in de Wankhforten of in andere gebieden waar hun kunde goed van pas komt, zoals in Cath.

### Gouden Yao
De Gouden Yao brachten hun land Cath tot grote bloei en ontwikkelden een hoge technologie. Hier kwam een cultus tot ontwikkeling die geloofde dat de mens van een "Mensenwereld" stamde, waarschijnlijk geïmporteerd door ontsnapte Dirdirmannen. Ze begonnen radiosignalen de ruimte in te sturen, maar kort daarna grepen de Dirdir in en bombardeerden twee steden. Wellicht waren uiteindelijk niet de Dirdir maar de Wankhmannen verantwoordelijk voor deze daad. Na afloop kreeg de cultus de schuld van de aanval en werd tot een marginaal verschijnsel. Cath herstelde zich maar werd zeer conservatief en waakte zich ervoor de Dirdir of een ander ruimtevarend ras uit te dagen. 
Ten tijde van Adam Reiths bezoek is het op het eerste gezicht een ontwikkeld land met auto's, telefoons en treinen, maar blijkt de uitvoering van de techniek erg gebrekkig: Yao zijn goede theoretici maar slechte ingenieurs. De elite is verenigd in een aantal huizen die soms op gespannen voet met elkaar staan. Ze zijn conservatief en extreem snobistisch: mensen van lagere status en vooral niet-Yao worden als boerenpummels gezien en verguisd.

### Hoch Har
De Hoch Har wonen rondom het Zwarte Bergmeer en de oorsprong van de rivier de Jinga, ten oosten van Cath. Ze koesteren een wrok tegen de Gouden Yao die hun rijk hebben vernietigd en hen uit de vruchtbare vlakten hebben verdreven. Iedere vijand van de Yao is een vriend van de Hoch Har. Als de groep dit verneemt kijkt Adam Reith met verbazing naar Helsse Isan die hen vanuit Settra vergezelt; achteraf blijkt Helsse geen Yao maar een Wankhman te zijn.

## Geografie
Tschai bezit zes continenten:

### Kotan
Dit continent bestaat voor een groot deel uit steppen, met in het midden de Ozjanalai-bergen. In het zuiden zijn moerassen. De steppe is bezaaid met ruïnes, en wordt overdag onveilig gemaakt door de Steppenomaden en de Groene Chash, en ´s nachts door de nachthonden. In het zuidwesten wonen de Blauwe Chash en ligt de vervallen mensenstad Pera. De Oude Chash komen er verspreid voor. In het oosten ligt de havenstad Coad en verder naar het noorden een stad genaamd Nerv. Eens was het continent hoogontwikkeld en hadden de Oude en Blauwe Chash steden over het hele continent, maar nu zijn deze grotendeels tot ruïnes vervallen. Ook deze ruines zijn gevaarlijk, omdat ze aantrekkelijke schuilplaatsen vormen voor Phung. Op de resterende steden van de Oude en Blauwe Chash na heerst er wetteloosheid in Kotan; moord, ontvoering, roofovervallen en verkrachting zijn er schering en inslag, bovendien leven er gevaarlijke dieren als nachthonden en berls. 

### Kislovan
Dit continent ligt ten zuiden van Kotan, en bevat een aantal Dirdirsteden. Ook de belangrijkste tweelingsteden Silvishe (mensen) en Hei (Dirdir) liggen er. In het noorden wonen de Khor en ligt de Carabas, waar de sequijnzoekers sequijnen (zie onder) zoeken en de Dirdir op hen jagen.

### Chargan
Dit continent ligt in het noordoosten, aan de andere kant van de Draschade oceaan. Hier ligt Cath, het land van de Yao. Dit land is vrij hoog ontwikkeld en kent o.a. treinen, auto's en telefoons. Verder landinwaarts leeft het volk der Hoch Har in de bergen, die de Yao zeer vijandig gezind zijn. In het zuiden ligt de handelsstad Kabasas.

### Kachan
Dit continent ligt ten zuiden van Chargan. Aan de kusten liggen Wankh forten, waar de Wankh met hun Wankhmannen wonen. Verder wonen er Zwarten en Paarsen. De Lokharen bewonen een hoogvlakte in het centrale deel van Kachan, omringd door andere volken zoals de Dugbo, de Serafs, en de nomadische Niss. Hoewel minder wetteloos dan Kotan is ook Kachan niet ongevaarlijk doordat vele volken in onmin met elkaar leven en de Niss min of meer als de Groene Chash op Kotan de plattelandsgebieden onveilig maken.

### Rakh en Vord
Hier wordt weinig over vermeld, en de groep doet deze continenten niet aan. Vord wordt wel eens gebruikt als om 'heel ver weg' aan te duiden (vergelijk Nergenshuizen en Verweggistan).

## Biologie
Tschai heeft een uitgebreide inheemse flora en fauna, hoewel uiteraard niet is te zeggen of een soort daadwerkelijk inheems is of ingevoerd.
- Een berl is een roofdier, ongeveer zo groot als een olifant;
- De smur is een reptielachtig roofdier dat in bossen in Kislovan leeft;
- Springpaarden zijn springende paardachtige wezens die kunnen worden bereden als paarden;
- De embleemnomaden houden zespotige dieren als vee voor vlees. Ze snijden hen om de zoveel tijd een poot af die na verloop van tijd weer aangroeit;
- Nachthonden zijn roofdieren die ongeveer zo groot als een hond zijn, in grote kuddes leven en eenzame reizigers overvallen. Zonder energiewapens kan een groep van zes de honden afhouden, groepen van vijf en kleiner worden altijd gedood;
- Op Kislovan leven grote vogels die rotsblokken op mensen laten vallen;
- Grote zeeschorpioenen leven in de zeeën;
- De adarak is een boom die de atmosfeer verfrist;
- Watak is een knol, met drinkbaar sap. Wie niets anders dan wataksap drinkt, wordt uiteindelijk doof;
- De pelgrimsplant is een eetbare grasachtige plant.

## Mythen, geloven en gebruiken
- De Embleemnomaden dragen emblemen die een eigen 'persoonlijkheid' hebben en zo hun drager 'sturen'. Het embleem bepaalt het karakter van de drager en diens vrienden en vijanden. Het meest waardige embleem is de Onmale, die door de leider wordt gedragen. Verlies van een embleem betekent groot gezichtsverlies. Vrouwen worden, net als mannen zonder embleem en slaven, als minderwaardig gezien en mogen geen emblemen dragen.
- De Embleemnomaden geloven tevens dat de manen Az en Braz als 'hemel' en 'hel' dienen: de goeden gaan na hun dood naar de roze maan Az, de slechten naar de blauwe maan Braz.
- Hoewel de Onmale formeel de Embleemnomaden leidt, ligt de feitelijke macht bij de priesters. Zij zorgen ervoor dat de drager van Onmale altijd jong en makkelijk te beïnvloeden is, en beslechten conflicten middels door hen gemanipuleerde godsoordelen.
- De Chashmannen geloven dat ze als Chash reïncarneren. De Chash houden dit geloof in stand om de Chashmannen gehoorzaam te houden.
- De Dirdirmannen geloven in de 'Doctrine van het Dubbele Eigeel': op de Dirdirplaneet Sibol legde de Grote Vis een ei. Een zijde rolde in de zon en werd de Dirdir, de andere rolde in de schaduw en werd de Dirdirman. Daarom zijn Dirdir en Dirdirman broeders, maar moet de Dirdirman de Dirdir dienen.
- Op het eiland Gozed aanbidden de mensen zeeschorpioenen, en offeren meisjes aan hen als gastheer voor hun parasitaire larven.
- Gouden Yao kunnen reageren op een vernedering met 'aywaile', waarbij men zoveel mogelijk mensen probeert te doden tot men uiteindelijk zelf gedood wordt of zelfmoord pleegt.
- Mannelijke Kabs laten zien dat ze een meisje leuk vinden door haar bont en blauw te slaan. Als dit wederzijds is komt ze terug en onderwerpt zich voordat de man haar nogmaals kan aftuigen. Een vreemdeling die met te veel belangstelling naar vrouwen in Kabasas kijkt, loop het risico zelf door de vrouwen belaagd en mishandeld te worden.
- De Zsafathrianen geloven dat de mens het resultaat is van een verbintenis tussen de reuzenvogel xyxyl en de zeedemon Rhadamath.
- De Khor hebben merkwaardige seksuele rituelen: mannen en vrouwen bedrijven in speciale heilige bossen volstrekt anoniem met maskers op de liefde, en kinderen worden niet door de ouders maar door de stam opgevoed. Wanneer een heilig bos ontheiligd wordt door bijvoorbeeld vreemdelingen, is dit bos permanent onbruikbaar voor de Khor en moeten ze een ander bos of een andere woonplaats zoeken. Vijanden van de Khor doen dit soms opzetteljk om van hen af te komen.
- Op Balul Zac Ag vindt jaarlijks in Smargash een grote bazaar plaats en geldt een wapenstilstand tussen alle volkeren in Centraal-Kachan. Niemand mag een ander een haar krenken.
- De Cultus van het Vrouwelijke Mysterie is een sekte voor vrouwen met een fanatieke haat tegen mannen, schoonheid en jeugd. Tijdens hun bijeenkomsten martelen op een SM-achtige wijze mannen en aantrekkelijke jonge vrouwen, en sommigen hebben operatief hun borsten verwijderd.
- de Cultus van de Gouden Yao gelooft dat de mensheid van een mensenplaneet afkomstig is. Deze planeet wordt geacht een soort paradijs te zijn.

## Geschiedenis
- > 7.000.000 jaar geleden: De Pnume ontwikkelen hun cultuur en gewoonte om bij iedere invasie ondergronds te gaan wonen. Verschillende invasies vinden plaats, rassen komen en gaan.
- > 100.000 jaar geleden: De Chash ontdekken ruimtevaart en verspreiden zich door het heelal. Twee soorten Chash, de Oude en Blauwe Chash, beconcurreren elkaar.
- ca. 100.000 jaar geleden: Invasie van de Oude Chash.
- ca. 90.000 jaar geleden: Invasie van de Blauwe Chash. Strijd tussen de beide rassen, waarbij ze Groene Chash inzetten als stoottroepen. Deze blijken te onbetrouwbaar en de Chash vallen terug op langeafstandswapens en laten de Groene Chash vrij. Uiteindelijk ontstaat een soort wapenstilstand.
- > 60.000 jaar geleden: De Dirdir ontwikkelen ruimtevaart. Ze overvallen de Aarde en nemen mensen mee als dienaren en stoottroepen.
- ca. 60.000 jaar geleden: Invasie van de Dirdir.
- ca. 60.000 - 10.000 jaar geleden. Ontsnapte Dirdirmannen planten zich voort en verspreiden zich over de hele planeet. Een aantal wordt door de Chash gevangengenomen en worden de voorouders van de Chashmannen.
- ca. 25.000 jaar geleden: Een aantal mensen vlucht voor oorlogen de tunnels van de Pnume in, en mogen bij hen wonen. Zij worden de Pnumekerels.
- ca. 10.000 jaar geleden: Invasie van de Wankh naar aanleiding van een grotere oorlog met de Dirdir. De Wankh bouwen forten. Een aantal mensen leert hun taal via een soort muziekinstrumenten, en wordt de Wankhmannen genoemd. De oorlog wordt op kleinere schaal voortgezet. Hoewel de Dirdirpolitiek kentert en de zogenaamde Expansionisten van het toneel verdwijnen, worden Dirdir-vredesvoorstellen hardnekkig door de Wankh geweigerd. Achteraf blijkt dat dit komt doordat de Wankhmannen iedere onderhandelingspoging systematisch saboteren, gebruikmakend van het feit dat alleen zij de Wankh-taal beheersen.
- ca. 300-200 jaar geleden. De Gouden Yaobeschaving bereikt haar hoogtepunt en ontwikkelt hogere technologie. De "Gekke Koning" Hopsin beweert dat de mens afkomstig is van een mensenplaneet en ontwikkelt een radio waarmee men signalen naar deze "mensenwereld" uitzendt. Uiteindelijk verwoesten Wankhmannen met Wankh-technologie twee steden en schuiven dit de Dirdir in de schoenen.
- ca. 10 jaar geleden: De mensheid, inmiddels ruimetevarend, vangt de signalen op.
- 2 a 3 jaar geleden: De Aarde stuurt een expeditie naar Carina 4269. Slechts één persoon overleeft dit: Adam Reith.
- Adam Reith bezoekt Tschai met grote gevolgen. Onder zijn leiderschap wordt de stad Pera geherorganiseerd en verovert deze de Chashstad Dadiche. De Blauwe Chash, een decadent ras, berusten in dit verlies, en de Peranen geven de stad aan de voormalige Chashmannen. Aan de Wankh wordt onthuld hoe de Wankhmannen hen manipuleren, waarop de Wankh de Wankhmannen hun forten uitzetten en aanstalten maken vrede te sluiten met de Dirdir en zich van Tschai terug te trekken. In Cath en zelfs daarbuiten krijgt de Cultus van de Gouden Yao nieuwe aanhang en er wordt opgeroepen tot empancipatie van mensen en de bouw van een ruimteschip om naar de Aarde te reizen. Onder bedreiging van openbaarmaking van hun geheimen dwingt Reith de Pnume de Pnumekerels vrij te laten.

## De mens
De mens is door de Dirdir op Tschai ingevoerd met als doel hen als slaven te dienen. Ze waren technisch inferieur en werden  ook als zodanig behandeld. Desalniettemin verspreidde de mens zich over de hele planeet. Mensen die niet tot Chash-, Dirdir-, Wankh- of Pnumekerels converteerden, worden als nog meer inferieur gezien en worden "ondermensen" genoemd. Slechts een kleine groep denkt hier anders over. 

## Communicatie
De menselijke taal, de Kruthe taal, heef zich ontwikkeld tot de lingua franca van Tschai. Waarschijnlijk is deze taal gebaseerd op de oorspronkelijke taal van de van Aarde ontvoerde mensen, wellicht met leenwoorden van andere soorten. Adam Reith meent overeenkomsten met de Aardse talen te bespeuren.
Het is aannemelijk dat de buitenwereldse soorten en de Pnume een eigen taal hebben die ze onderling en met hun menselijke onderrassen spreken. Dit wordt nergens expliciet vermeld behalve betreffende de Wankh. Hun taal is zeer moeilijk te leren en wordt eigenlijk alleen beheerst door de Wankhmannen, die dankbaar misbruik maken van het feit dat ze hierdoor alle informatie van en naar de Wankh kunnen beheersen. De Groene Chash communiceren met elkaar door middel van telepatie. Over de wijze waarop de Phung eventueel met soortgenoten communiceren, is niets bekend.

## Recht en orde
Op Tschai heerst vooral in de plattelandsgebieden en op zee wetteloosheid. In bepaalde gebieden wordt wel een rechtssysteem gehandhaafd, hoewel deze systemen zelden eerlijk zijn en vaak een bepaalde groep sterk bevoordelen.
- Het recht van de Dirdir volgt de oude jachttradities. Wanneer iemand genoegdoening eist van een ander wordt ter plekke een bemiddelaar aangewezen. Deze spreekt recht en beslist; men kan tegen deze beslissing in beroep door de bemiddelaar aan te vallen. Wanneer men deze tweekamp wint, wordt men automatisch in het gelijk gesteld. Dit recht staat ook open voor niet-Dirdir. De Dirdir kennen verder een strike rangorde voor zowel Dirdir als Dirdirmannen, waarbij de hoogste Dirdirman nog altijd lager is dan de laagste Dirdir. Wel mogen hogere kasten Dirdirmannen zich operatief Dirdirgeslachtsorganen (zogenaamde Onbevlekten)  laten aanmeten en op mensen jagen en hen opeten. Je onterecht als hogere kaste voordoen geldt als misdrijf, en dit is waarvan Anacho van wordt beschuldigd en waarom hij op de vlucht is. Dirdir zijn zeer individualistisch maar kennen toch organisatie door middel van hun jachttradities en hun individuele ijver en ambitie. Ook mag buiten een aangewezen jachtterrein niet gejaagd worden.
- De Wankhmannen zijn formeel ondergeschikt aan de Wankh, maar weten de Wankh zodanig te manipuleren, dat hun beslissingen altijd in hun voordeel uitvallen.
- Over het systeem der Chash is niet veel bekend, behalve dat de Chasmannen ondergeschikt aan de Chash zijn en dat handel met vreemdelingen slechts toegestaan is mits de handelaren zich binnen bepaalde gebieden begeven. Wie zich hier niet aan houdt wordt gedwongen slachtoffer van de sadistische spelletjes van de Chash.
- Bij de Embleemnomaden hebben niet-embleemdragers zoals horigen en vrouwen vrijwel geen rechten en kunnen vrijwel straffeloos door embleemdragers worden gedood. Geschillen tussen emblemen worden door tweekamp of door priesterlijke godsoordelen beslecht.
- Cath heeft een redelijk ontwikkeld gewoonterechtssysteem, maar men kan er wel legaal een moordcontract op iemands naam afsluiten. Er bestaat een moordenaarsgilde en moordenaar is een gerespecteerd beroep. Wie zich daarentegen overgeeft aan aywaile en levend gegrepen wordt, wacht een gruwelijke openbare executie.
- Tijdens de bazaar op Balul Zac Ag geldt een algeheel geweldsverbod voor alle deelnemers.
- Ook de Pnume hanteren een rechtssysteem. Zo is er net als bij de Dirdir een strikt rangensysteem, waarbij iedere hogere rang toegang tot meer geheimen verschaft. De laagste rangen worden ingenomen door (jonge) Pnumekerels, de hoogste door de hoogstgeplaatste Pnume, en het is aannemelijk dat evenals bij de Dirdir en Chash de hoogste Pnumekerel nog altijd lager in rang staat dan de laagste Pnume. De Pnume eisen nederigheid en gehoorzaamheid. Pnumekerels die zich hier niet aan houden worden uit de tunnels verbannen.
- Wanneer Adam Reith Pera bestuurt, voert hij hier een zekere mate van wet en organisatie in.

## Economie
Het universele betaalmiddel is de sequijn. Dit is een waardevol kristal dat in verschillende kleuren voorkomt en uranium bevat. De kleur bepaalt de waarde van het kristal. Zo is bijvoorbeeld de paarse sequijn 1000 witte waard. Sequijnen worden door sequijnzoekers gewonnen in de beroemde Carabas, dat daardoor een geliefd jachtterrein voor de Dirdir is. De sequijnzoekers arriveren veiligheidshalve vanuit het noorden, maar de meeste en rijkste aders liggen in het zuiden, vlak bij het Dirdir jachtkamp. Wie gevangen wordt, wordt door de Dirdir opgegeten, en bovendien overvallen sommige sequijnzoekers andere sequijnzoekers. Iets minder dan twee derde van de sequijnzoekers keert terug, de rest wordt slachtoffer van de Dirdir of van andere gevaren van de Carabas. Hun gemiddelde buit bedraagt 600 sequijnen. De cijfers zijn echter vertekend omdat ze ook zoekers omvatten die niet ver de Carabas intrekken en er niet overnachten. De zoekers die ver de Carabas intrekken brengen de hoogste opbrengsten terug maar tellen ook de meeste doden. De Dirdir maken de sequijnen van hun prooi buit en het is aannemelijk dat dit een aanzienlijke inkomstenbron voor hen vormt. Ondanks de gevaren en risico´s blijft de Carabas de voornaamste bron van sequijnen en blijft het gelukszoekers trekken.
De naam van de Carabas is wellicht afgeleid van de fictieve Markies van Carabas uit het sprookje van De gelaarsde kat. De Markies is immers gebaseerd op fantasieën en bluf van de Gelaarsde Kat en betekent uiteindelijk een grote klapper voor diens meester, zoals ook de Carabas op Tschai onderwerp is van fantasieën van rijkdom van gelukszoekers die er eveneens de klapper van hun leven hopen te maken. Slechts één groep komt daadwerkelijk met grote rijkdom uit de Carabas terug: Adam, Traz en Anacho.
Hoewel de verschillende volkeren en rassen elkaar wantrouwen, is er wel sprake van onderling handelsverkeer, ook gefaciliteerd door het feit dat de sequijn overal en door iedereen wordt geaccepteerd en doordat iedereen op Tschai de Kruthe taal spreekt. De Blauwe Chash handelen bijvoorbeeld met de mensen uit omliggende gebieden, die hun producten op de markt aanbieden, en handelskaravanen doen ook de steden van de Oude Chash aan. Bij Hei drijven de Dirdir en de Pnume eveneens handel. Handelskaravanen doorkruisen de continenten en schepen de oceanen. De Khor en de Thang hebben economisch voordeel van de nabijheid van de Carabas en de vele sequijnzoekers die voorbijtrekken. En ieder jaar, op Balul Zac Ag, wordt in de Lokhaarse plaats Smargash een grote bazaar gehouden waar volken uit heel Kachan hun handel aanbieden en de traditie gebiedt dat men op deze paar dagen onderlinge vijandschap laat rusten. De technisch geschoolde Lokharen trekken als gastarbeider naar onder andere Cath en de Wankhgebieden, waar men hun kunde goed kan gebruiken. Belangrijke handelssteden zijn Ao Hidis, Smargash, Coad, Vervodei, Sivishe, Urmank, Dadiche en Kabasas. De enige rassen die geen handel drijven zijn de Groene Chash die vijandig tegenover iedereen buiten hun eigen horde staan, en de solitaire en onberekenbare Phung.